# Die Sprechstunde (Podcast)
Die Sprechstunde ist ein Schweizer Podcast, von Simon Moser (Moderator) und Michel Schelker. Der Podcast erscheint seit 2019 wöchentlich und ist einer der erfolgreichsten Comedy-Podcasts der Schweiz.

## Podcast
Die Sprechstunde entstand 2019 aus Initiative der beiden Hosts Simon Moser und Michel Schelker während ihrer Anstellung bei Energy Bern. Seither räumen die beiden Moderatoren jeden Samstag zusammen mit der Hörerschaft die vergangene Woche auf und besprechen die Highlights und Fails der letzten sieben Tage. Der Podcast ist noch heute Teil der Energy-Markenwelt und wird von Lucky Lark, der Produktionsfirma der beiden Hosts produziert.

## Liveshows
Seit 2021 gibt es Live-Shows des Podcasts. Die ersten beiden Veranstaltungen wurden von Radio Energy im Kursaal Bern vor jeweils 1200 Zuschauerinnen und Zuschauern durchgeführt. Von November 2024 bis Dezember 2024 war Die Sprechstunde – Live-Therapie mit Das Zelt in der ganzen Schweiz auf Tour. Die insgesamt elf Auftritte in Zürich, Basel, Bern, Solothurn und Luzern waren alle mit bis zu 1400 Personen pro Show praktisch oder vollständig ausverkauft.